# Петре Бекеру
Петре Бекеру (16 травня 1960) — румунський важкоатлет.
Олімпійський чемпіон 1984 року в категорії до 82,5 кг.
Бронзовий призер Чемпіонату Європи 1987 року в категорії до 82,5 кг.